# Magnolia figlarii
Magnolia figlarii är en magnoliaväxtart som beskrevs av Venkatachalam Sampath Kumar. Magnolia figlarii ingår i släktet Magnolia och familjen magnoliaväxter. Inga underarter finns listade i Catalogue of Life.